# Kaindy-tó
A Kaindy-tó (kazakul Қайыңды көлі, Qayındı köli) egy tó Kazahsztánban.
Hosszúsága 400 méter, mélysége egyes helyeken a 30 métert is elérheti. Almati városától 129 kilométerre fekszik kelet-délkelet irányban. Tengerszint feletti magassága körülbelül 2000 méter. Az 1911-es kebini földrengés során, egy hatalmas mészkőföldcsuszamlás eredményeként keletkezett. A tó környékén több helyről is festői kilátás nyílik a Saty-szurdokra, a Chilik folyó völgyére és a Kaindy-szurdokra. Kiszáradt törzsű, Picea schrenkiana fajú fák emelkednek a felszíne fölé.

## Fordítás
- Ez a szócikk részben vagy egészben  a   Lake Kaindy című angol Wikipédia-szócikk fordításán alapul.  Az eredeti cikk szerkesztőit annak laptörténete sorolja fel. Ez a jelzés csupán a megfogalmazás eredetét és a szerzői jogokat jelzi, nem szolgál a cikkben szereplő információk forrásmegjelöléseként.